# 臼杵造船所
株式会社臼杵造船所（うすきぞうせんじょ）は、大分県臼杵市に本社を置く造船会社である。福岡造船の傘下企業。

## 概要
リアス式海岸で水深の深い良港に恵まれた豊後水道沿いの大分県南部では、造船業が盛んである。
株式会社臼杵造船所は、臼杵市と佐伯市に造船所を有していた臼杵鉄工所が1978年（昭和53年）7月に会社更生法の適用を申請して倒産した後に、その臼杵造船所の設備を貸借して創業された。なお、臼杵鉄工所の佐伯造船所の設備は尾道造船傘下の佐伯重工業に受け継がれている。
臼杵湾の市街地近くに造船所を構え、ケミカルタンカー、プロダクトタンカー、原油タンカー、LPGタンカーなどのタンカー、旅客フェリー、自動車運搬船、RO-RO船などの貨物船などの建造・修理を行っている。また、鋼橋をはじめとする鉄構造物の建造も行っている。

## 沿革
- 1988年（昭和63年）8月 - 臼杵鉄工所の工場設備を貸借して操業開始[3]。
- 1989年（昭和64年）1月 - 大分県より建設業の許可取得。
- 1992年（平成4年）9月 - 臼杵鉄工所より貸借中の工場設備を購入。
- 1993年（平成5年）3月 - 防衛庁より船舶製造業A級資格を取得。
- 1998年（平成10年）5月 - 第一船台を5,999 G/Tから8,400 G/Tへ拡張。
- 1999年（平成11年）3月 - 第一船台を9,200 G/Tへ再拡張。
- 2018年 (平成30年) 4月 - 福岡造船が株式の90%超を取得。

## 設備
- 第一船台：9,200 G/T[7]
- 第二船台：499 G/T

## 主な建造船
- 81号型特務艇 - 1972年～1973年、海上自衛隊
- 曳船58号型 - 1987年～1988年、海上自衛隊
- 水船17号型 - 1996年、海上自衛隊
- 徳星艦(德星艦) - 1977年～2015年、中華民国海岸巡防署(財政部関務署の委任)
- ニューくめしま - 1988年、久米商船[5]
- ニュー四国 - 1989年、九四オレンジフェリー
- ニュー豊予 - 1990年、国道九四フェリー
- 第二姫島丸 - 1992年、姫島村営フェリー
- 太古 - 1992年、野母商船
- ニュー豊予2 - 1993年、国道九四フェリー
- しまんと - 1994年、宿毛観光汽船
- おおしま - 1995年、西海沿岸商船
- フェリーつるぎ - 1997年、南海フェリー
- フェリーかつらぎ - 1999年、南海フェリー
- 第一姫島丸 - 2000年、姫島村営フェリー
- ニュー豊予3（現遥かぜ） - 2001年、国道九四フェリー
- シャトル豊予（現速なみ） - 2012年、国道九四フェリー
- フェリーきずな - 2012年、九州郵船
- フェリー琉球 - 2012年、久米商船
- 太古 - 2014年、野母商船
- 遊なぎ - 2016年、国道九四フェリー